# Stazione di Seclì-Neviano-Aradeo
La stazione di Seclì-Neviano-Aradeo è la principale stazione di tutti e tre i paesi. È situata al confine tra i tre comuni di Seclì, Neviano e Aradeo.
È gestita dalle Ferrovie del Sud Est.

## Servizi
La stazione dispone di:
- Biglietteria a sportello e automatica
- Servizi igienici
- Area per l'attesa
- Parcheggio di scambio
- Accessibilità per portatori di handicap
- Fermata autolinee extraurbane

## Movimento
La stazione è servita dai treni regionali svolti dalle Ferrovie del Sud Est nella relazione Lecce - Gagliano Leuca via le linee 2 e 3.